# Жоаким (фильм)
Хоаким (порт. Joaquim) — бразильско-португальский биографический фильм 2017 года, поставленный режиссером Марселом Гомесом. Мировая премьера ленты состоялась 16 февраля 2017 года на 67-м Берлинском международном кинофестивале, где она участвовала в основной конкурсной программе, соревнуясь за главный приз фестиваля — Золотой медведь.

## Сюжет
В основе сюжет фильма, действие которого происходит в Бразилии XVIII века, факты из жизни Жоакима Жозе да Силвы Шавьера, что стал национальным героем, известным как Тирадентис — ключевого лица заговоры инконфидентов, направленной против колониального господства Португалии, начала борьбу за независимость Бразилии.